# 高中水库
高中水库是中国四川省乐山市市中区境内的一座水库，位于岷江小支流青龙河上，建于1974年。水库正常库容为1352万立方米，集雨面积为6.51平方千米，海拔为407.97米。